# Диполь (электродинамика)
Дипо́ль (фр. dipôle, от греч. δί(ς) «дважды» + πόλος «ось», «полюс», буквально —  «дву(х)полюсность») — идеализированная система, служащая для приближённого описания поля, создаваемого более сложными системами зарядов, а также для приближенного описания действия внешнего слоя поля на такие системы.

Магнитное поле Земли примерно совпадает с полем диполя. Однако «N» и «S» (северный и южный) полюса отмечены «географически», то есть противоположно принятому обозначению для полюсов магнитного диполя

Типичный и стандартный пример диполя — два заряда, равные по величине и противоположные по знаку, находящиеся друг от друга на расстоянии, очень малом по сравнению с расстоянием до точки наблюдения. Поле такой системы полностью описывается дипольным приближением при стремлении расстояния между зарядами к нулю при сохранении произведения величины заряда на расстояние между зарядами — постоянным (или стремящимся к конечному пределу; эта константа или этот предел будет дипольным моментом такой системы).

Эквипотенциальные поверхности электрического диполя

Силовые линии электрического диполя

Дипольное приближение, выполнение которого обычно подразумевается, когда говорится о поле диполя, основано на разложении потенциалов поля в ряд по степеням радиус-вектора, характеризующего положение зарядов-источников, и отбрасывании всех членов выше первого порядка. 
Полученные функции будут эффективно описывать поле в случае, если:
1. размеры создающей или излучающей поле системы (области, содержащей заряды) малы по сравнению с рассматриваемыми расстояниями, так что отношение характерного размера системы к длине радиус-вектора является малой величиной и имеет смысл рассмотрение лишь первых членов разложения потенциалов в ряд;
2. член первого порядка в разложении не равен 0, в противном случае нужно использовать приближение более высокой мультипольности;
3. в уравнениях рассматриваются градиенты потенциалов не выше первого порядка.

## Дипольный момент системы

### Электрический диполь
Электрический диполь — идеализированная электронейтральная система, состоящая из точечных и равных по абсолютной величине положительного и отрицательного электрических зарядов.
Другими словами, электрический диполь представляет собой совокупность двух равных по абсолютной величине разноимённых точечных зарядов, находящихся на некотором расстоянии друг от друга.
Произведение вектора {\displaystyle {\vec {l}},} проведённого от отрицательного заряда к положительному, на абсолютную величину зарядов {\displaystyle q\,,} называется дипольным моментом: {\displaystyle {\vec {d}}=q{\vec {l}}.}
Во внешнем электрическом поле {\displaystyle {\vec {E}}} на электрический диполь действует момент сил {\displaystyle {\vec {d}}\times {\vec {E}},} который стремится повернуть его так, чтобы дипольный момент развернулся вдоль направления поля.
Потенциальная энергия электрического диполя в (постоянном) электрическом поле равна {\displaystyle -{\vec {E}}\cdot {\vec {d}}.} (В случае неоднородного поля это означает зависимость не только от момента диполя — его величины и направления, но и от места, точки нахождения диполя).
Вдали от электрического диполя напряжённость его электрического поля убывает с расстоянием {\displaystyle R} как {\displaystyle R^{-3},} то есть быстрее, чем у точечного заряда ({\displaystyle E\sim R^{-2}}).

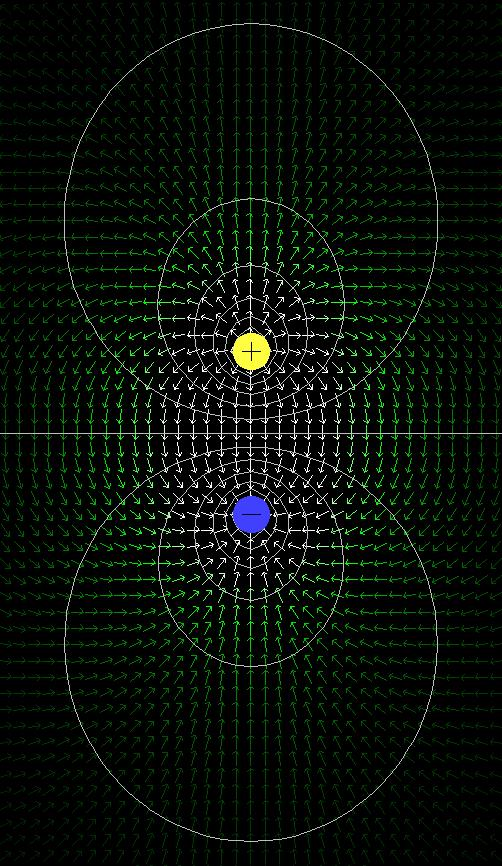
Диполь

### Дипольное приближение для электростатического поля нейтральной системы
Любая в целом электронейтральная система, содержащая электрические заряды, в некотором приближении (то есть собственно в дипольном приближении) может рассматриваться как электрический диполь с моментом {\displaystyle {\vec {d}}=\sum _{i}q_{i}{\vec {r}}_{i},} где {\displaystyle q_{i}} — заряд {\displaystyle i}-го элемента, {\displaystyle {\vec {r}}_{i}} — его радиус-вектор. При этом дипольное приближение будет корректным, если расстояние, на котором изучается электрическое поле системы, велико по сравнению с её характерными размерами.
В точечном приближении, поле, создаваемое диполем в точке с радиус-вектором {\displaystyle {\vec {r}}} даётся следующим соотношением:
{\displaystyle {\vec {E}}={\frac {1}{4\pi \varepsilon _{0}}}{\frac {3{\vec {r}}({\vec {r}},{\vec {d}})-{r^{2}}{\vec {d}}}{r^{5}}}}

### Дипольное приближение для электростатического поля не-нейтральной системы
Не электрически нейтральная система очевидным образом может быть представлена как сумма (суперпозиция) электрически нейтральной системы и точечного заряда. Для этого достаточно поместить куда-то внутрь системы точечный заряд, противоположный ее суммарному заряду, и в ту же точку еще один точечный заряд, равный ее суммарному заряду. После чего рассматривать первый заряд вместе с остальной системой (ее дипольный момент будет очевидно равен дипольному моменту, вычисленному по формуле, приведенной выше, если за начало координат взять положение добавленного точечного заряда: тогда сам добавленный заряд не войдет в выражение). Второй же точечный заряд даст кулоновское поле.
То есть, вдалеке от такой системы электростатическое поле, создаваемое ею, в дипольном приближении будет суммой (суперпозицией) кулоновского поля, создаваемого зарядом этой системы {\displaystyle Q=\sum _{i}q_{i},} условно помещенного в некоторую точку внутри системы зарядов, и поля диполя с моментом {\displaystyle {\vec {d}}=\sum _{i}q_{i}{\vec {r}}_{i},} где радиус-векторы берутся от положения заряда {\displaystyle Q.} Нетрудно показать при этом и что такое поле в дипольном приближении не зависит от произвольно (но обязательно внутри системы зарядов или очень близко к ней) выбранного положения точечного заряда {\displaystyle Q,} поскольку поправка в нужном порядке будет компенсироваться изменением вычисленного дипольного момента (ведь перемещение положения заряда {\displaystyle Q} на некоторое {\displaystyle {\vec {D}}} эквивалентно наложению диполя с моментом {\displaystyle Q{\vec {D}}}).

### Магнитный диполь
Магнитный диполь — аналог электрического, который можно представить себе как систему двух «магнитных зарядов» — магнитных монополей. Эта аналогия условна, так как магнитные заряды не обнаружены. В качестве модели магнитного диполя можно рассматривать небольшую (по сравнению с расстояниями, на которых излучается генерируемое диполем магнитное поле) плоскую замкнутую проводящую рамку площади {\displaystyle S\,,} по которой течёт ток {\displaystyle I\,.} При этом магнитным моментом диполя (в системе СГСМ) называют величину {\displaystyle {\vec {\mu }}=IS{\vec {n}},} где {\displaystyle {\vec {n}}} — единичный вектор, направленный перпендикулярно плоскости рамки в том направлении, при наблюдении в котором ток в рамке представляется текущим по часовой стрелке.
Выражения для вращающего момента {\displaystyle {\vec {M}}}, действующего со стороны магнитного поля на магнитный диполь, и потенциальной энергии постоянного магнитного {\displaystyle U}диполя в магнитном поле, аналогичны соответствующим формулам для взаимодействия электрического диполя с электрическим полем, только входят туда магнитный момент {\displaystyle {\vec {m}}} и вектор магнитной индукции {\displaystyle {\vec {B}}}:
{\displaystyle {\vec {M}}={\vec {m}}\times {\vec {B}},}
{\displaystyle U=-{\vec {m}}\cdot {\vec {B}}.}

## Поле колеблющегося диполя
В этом разделе рассматривается поле, создаваемое точечным электрическим диполем {\displaystyle \mathbf {d} (t),} находящимся в заданной точке пространства.

### Поле на близких расстояниях (ближняя зона)
Поле точечного диполя, колеблющегося в вакууме, имеет вид
{\displaystyle \mathbf {E} ={\frac {3\mathbf {n} (\mathbf {n} ,\mathbf {d} )-\mathbf {d} }{R^{3}}}+{\frac {3\mathbf {n} (\mathbf {n} ,{\dot {\mathbf {d} }})-{\dot {\mathbf {d} }}}{cR^{2}}}+{\frac {\mathbf {n} (\mathbf {n} ,{\ddot {\mathbf {d} }})-{\ddot {\mathbf {d} }}}{c^{2}R}}}
{\displaystyle \mathbf {B} =\left[{\frac {\dot {\mathbf {d} }}{cR^{2}}}+{\frac {\ddot {\mathbf {d} }}{Rc^{2}}},\mathbf {n} \right]=\left[\mathbf {n} ,\mathbf {E} +{\frac {\mathbf {d} }{R^{3}}}\right],}
где {\displaystyle \mathbf {n} ={\frac {\mathbf {R} }{R}}} — единичный вектор в рассматриваемом направлении, {\displaystyle c} — скорость света.
Этим выражениям можно придать несколько другую форму, если ввести вектор Герца
{\displaystyle \mathbf {Z} =-{\frac {1}{R}}\cdot \mathbf {d} \left(t-{\frac {R}{c}}\right).}
Напомним, что диполь покоится в начале координат, так что {\displaystyle \mathbf {d} } является функцией одной переменной. Тогда
{\displaystyle \mathbf {E} =-\operatorname {rot} \,\operatorname {rot} \,\mathbf {Z} ,}
{\displaystyle \mathbf {B} =-{\frac {1}{c}}\operatorname {rot} \,{\dot {\mathbf {Z} }}.}
При этом потенциалы поля можно выбрать в виде
{\displaystyle \mathbf {A} =-{\frac {\dot {\mathbf {Z} }}{c}},~~\phi =\operatorname {div} \,\mathbf {Z} .}
Указанные формулы можно применять всегда, когда применимо дипольное приближение.

### Дипольное излучение (излучение в волновой зоне илидальней зоне)
Приведённые формулы существенно упрощаются, если размеры системы много меньше длины излучаемой волны, то есть скорости зарядов много меньше c, а поле рассматривается на расстояниях много больших, чем длина волны. Такую область поля называют волновой зоной. Распространяющуюся волну можно в этой области считать практически плоской. Из всех членов в выражениях для {\displaystyle \mathbf {E} } и {\displaystyle \mathbf {B} } существенными оказываются только члены, содержащие вторые производные от {\displaystyle \mathbf {d} ,} так как
{\displaystyle {\frac {\dot {\mathbf {d} }}{c}}\approx {\frac {d}{\lambda }},}
{\displaystyle {\frac {\ddot {\mathbf {d} }}{c^{2}}}\approx {\frac {d}{\lambda ^{2}}}.}
Выражения для полей в системе СГС принимают вид
{\displaystyle \mathbf {H} ={\frac {1}{c^{2}R}}[{\ddot {\mathbf {d} }},\mathbf {n} ],~~\mathbf {H} =[\mathbf {n} ,\mathbf {E} ],}
{\displaystyle \mathbf {E} ={\frac {1}{c^{2}R}}\left[[{\ddot {\mathbf {d} }},\mathbf {n} ],\mathbf {n} \right],~~\mathbf {E} =[\mathbf {B} ,\mathbf {n} ].}
В плоской волне интенсивность излучения в телесный угол {\displaystyle d\Omega } равна
{\displaystyle dI=c{\frac {H^{2}}{4\pi }}R^{2}d\Omega ,}
поэтому для дипольного излучения
{\displaystyle dI={\frac {1}{4\pi c^{3}}}[{\ddot {\mathbf {d} }},\mathbf {n} ]^{2}d\Omega ={\frac {{\ddot {\mathbf {d} }}^{2}}{4\pi c^{3}}}\sin ^{2}{\theta }d\Omega .}
где {\displaystyle \theta } — угол между векторами {\displaystyle {\ddot {\mathbf {d} }}} и {\displaystyle \mathbf {n} .} Найдём полную излучаемую энергию. Учитывая, что {\displaystyle d\Omega =2\pi \,\sin {\theta }\,d\theta ,} проинтегрируем выражение по {\displaystyle d\theta } от {\displaystyle 0} до {\displaystyle \pi .} Полное излучение равно
{\displaystyle I={\frac {2}{3c^{3}}}{\ddot {\mathbf {d} }}^{2}.}
Укажем спектральный состав излучения. Он получается заменой вектора {\displaystyle {\ddot {\mathbf {d} }}} на его Фурье-компоненту и одновременным умножением выражения на 2. Таким образом,
{\displaystyle d{\mathcal {E}}_{\omega }={\frac {4\omega ^{4}}{3c^{3}}}\left|\mathbf {d} _{\omega }\right|^{2}{\frac {d\omega }{2\pi }}.}